# Combat mortel au village caché de Taki !
Pour plus de détails, voir Fiche technique et Distribution.
Combat mortel au village caché de Taki ! (滝隠れの死闘　オレが英雄だってばよ!, Takigakure no shitō Ore ga eiyū Dattebayo!) est la deuxième OAV de Naruto après Trouver le trèfle pourpre à quatre feuilles !. Elle a été tout d'abord été diffusée à l'occasion du Jump Festa 2004 du Shōnen Jump, et plus tard éditée en DVD. En France, elle a été diffusée le 12 décembre 2010 sur Game One.
Dans la chronologie de la série, l'histoire se situe entre les épisodes 101 et 102 de la série animée.

## Synopsis

Symbole du village de Taki.

L'équipe no 7 (Kakashi Hatake, Naruto Uzumaki, Sasuke Uchiwa et Sakura Haruno) est investie d'une mission de rang C : escorter Shibuki, le chef du village caché de Taki du Pays de la Cascade, lors de son voyage de retour vers son pays. La mission se déroule sans problèmes, mais une fois arrivés au village, ils rencontrent des renégats dont le but est de s'emparer de « l'eau des héros », eau magique délivrant une puissance extraordinaire à celui qui la boit (non sans effets secondaires). Le jeune chef de Taki va devoir trouver en lui la force et la confiance nécessaire pour repousser l'envahisseur. Sasuke et Naruto seront là pour l'aider...

## Fiche technique
- Titre : Naruto: Combat mortel au village caché de Taki!
- Titre original : 滝隠れの死闘　オレが英雄だってばよ! (Takigakure no shitō Ore ga eiyū Dattebayo!)
- Réalisation : Masahiko Murata et Hayato Date
- Scénario : Masashi Kishimoto et Katsuyuki Sumizawa
- Musique : Toshio Masuda et Musashi Purojekuto d'après le manga Naruto de Masashi Kishimoto
- Photographie : Atsuho Matsumoto
- Production : Ken Hagino
- Société de production : Shūeisha, TV Tokyo, Pierrot et Naruto Movie Production Committee
- Pays :  Japon
- Genre : Animation, action, aventure, comédie et fantasy
- Durée : 40 minutes
- Dates de sortie : 
  -  Japon : 20 décembre 2003

## Distribution

### Personnages principaux
- Naruto Uzumaki
- Sasuke Uchiwa
- Kakashi Hatake
- Sakura Haruno
- Shibuki

## Accueil
Certains critiques, comme Briana Lawrence d’ANN jugent « moyen » le second OAV Combat mortel au village caché de Taki !, avec une histoire de qualité médiocre comparée à la trame principale de la série originale. Todd Douglas Jr. de DVD Talk a commenté l’OVA comme bon en général, mais qu’il manque encore la profondeur qu’offrent les arcs de l’histoire originale de la série. Étant donné que le format original de l’anime est destiné spécifiquement aux adolescents, et que plusieurs scènes ont un niveau élevé de violence, VIZ Media a assumé la tâche d'édition de censurer plusieurs segments en vue pour « adoucir et distribuer le contenu à des publics de tous âges », une attitude qui lui fut fortement reprochée.